# Mattia Sprocati
Mattia Sprocati (Monza, 28 aprile 1993) è un ex calciatore italiano, di ruolo centrocampista o attaccante.

## Caratteristiche tecniche
A inizio carriera giocava come centrocampista (sia da mezzala destra che saltuariamente da regista), mentre in seguito grazie alle sue doti nel saltare l'uomo è stato avanzato ed ha iniziato a giocare da esterno offensivo, anche se può giocare anche come seconda punta o come trequartista.

## Carriera

### Gli inizi
Nella stagione 2011-2012 esordisce tra i professionisti con la maglia del Pavia, società con cui già aveva giocato nelle giovanili, proveniente dal vivaio dell'Atalanta, e con la quale disputa 3 partite nel campionato di Lega Pro Prima Divisione. 

### Parma e vari prestiti
Nel gennaio del 2012 viene acquistato dal Parma, società di Serie A, con cui rimane per il resto della stagione giocando anche alcune partite nel Campionato Primavera, oltre a 6 partite (con 3 gol segnati) nel Torneo di Viareggio.
Nella stagione 2012-2013 viene ceduto in prestito alla Reggiana, in Lega Pro Prima Divisione; con gli emiliani segna 2 gol (i suoi primi da professionista) in campionato in 25 presenze, giocando poi un'ulteriore partita nei play-out; gioca inoltre una partita in Coppa Italia e 2 partite in Coppa Italia Lega Pro, competizione in cui realizza altre 2 reti. Milita in Prima Divisione anche nella stagione 2013-2014, nella quale il Parma lo cede in prestito al Perugia; con gli umbri Sprocati vince il campionato, competizione nella quale segna 3 gol in 24 apparizioni. Vince inoltre anche la Supercoppa di Lega di Prima Divisione 2014, competizione in cui gioca entrambe le partite disputate dagli umbri; disputa inoltre anche una partita in Coppa Italia.
Nella stagione 2014-2015 passa in prestito al Crotone, con cui esordisce in Serie B, giocando 4 partite; a gennaio il prestito viene interrotto e Sprocati viene ceduto (sempre in prestito) ai piemontesi della Pro Vercelli, con i quali termina la stagione segnando 3 reti in 14 partite nel campionato di Serie B. 

### Pro Vercelli e Salernitana
Nell'estate del 2015 in seguito al fallimento del Parma rimane svincolato, accasandosi poi ancora alla Pro Vercelli, con la quale nella stagione 2015-2016 gioca 21 partite senza mai segnare nel campionato di Serie B; nella stagione 2016-2017 gioca altre 4 partite con i piemontesi, segnando un'altra rete; il 31 gennaio del 2017 viene ceduto in prestito con diritto di riscatto alla Salernitana, con cui disputa quindi la seconda parte della stagione.
Sigla la sua prima rete in maglia granata il 26 marzo 2017, in occasione di Salernitana-Ascoli 2-0. 
Viste le buone prestazioni offerte, a fine stagione la Salernitana esercita il diritto di riscatto e acquisisce il cartellino del calciatore a titolo definitivo. Nella stagione 2017-2018 del campionato di Serie B realizza reti importanti come quelle nei derby di andata vinto 3-2 ad Avellino e quello al ritorno contro gli irpini. A fine stagione, insieme al compagno di squadra Bocalon diventa la seconda coppia d'attacco più prolifica della stagione con 17 reti realizzate.

### Ritorno al Parma
A fine stagione viene prelevato dalla Lazio che il 17 agosto 2018 lo cede al Parma in prestito con diritto di riscatto. Il 26 settembre debutta nella massima divisione nella trasferta col Napoli, persa per 3-0, subentrando ad Antonio Di Gaudio. Il 31 gennaio 2019 viene ufficializzata la modifica dei termini del prestito di Sprocati, il quale al termine della stagione diventerà a titolo definitivo un calciatore ducale per effetto dell'obbligo di riscatto.
Segna il suo primo gol in Serie A il 17 marzo 2019 proprio contro la Lazio, nella sconfitta esterna dei ducali per 4-1.
All’inizio del campionato di Serie B 2021-2022, non rientrando più nei piani societari, viene messo fuori rosa e a fine stagione rimane svincolato.

### Südtirol
Il 4 luglio 2022 viene ingaggiato dal Südtirol, neopromosso in Serie B. Il 28 novembre dello stesso anno, dopo non essere mai stato utilizzato, rescinde il contratto.

## Statistiche

### Presenze e reti nei club
Statistiche aggiornate al 28 novembre 2022.
| Stagione            | Squadra             | Campionato          | Campionato | Campionato | Coppe nazionali | Coppe nazionali | Coppe nazionali | Coppe continentali | Coppe continentali | Coppe continentali | Altre coppe | Altre coppe | Altre coppe | Totale | Totale |
| Stagione            | Squadra             | Comp                | Pres       | Reti       | Comp            | Pres            | Reti            | Comp               | Pres               | Reti               | Comp        | Pres        | Reti        | Pres   | Reti   |
| ------------------- | ------------------- | ------------------- | ---------- | ---------- | --------------- | --------------- | --------------- | ------------------ | ------------------ | ------------------ | ----------- | ----------- | ----------- | ------ | ------ |
| 2011-gen. 2012      | Pavia               | 1D                  | 3          | 0          | CI-LP           | 1               | 0               | -                  | -                  | -                  | -           | -           | -           | 4      | 0      |
| gen.-giu. 2012      | Parma               | A                   | 0          | 0          | CI              | 0               | 0               | -                  | -                  | -                  | -           | -           | -           | 0      | 0      |
| 2012-2013           | Reggiana            | 1D                  | 25+1       | 2          | CI+CI-LP        | 1+2             | 0+2             | -                  | -                  | -                  | -           | -           | -           | 29     | 4      |
| 2013-2014           | Perugia             | 1D                  | 24         | 4          | CI+CI-LP        | 1+3             | 0               | -                  | -                  | -                  | SdL-1D      | 2           | 0           | 30     | 4      |
| 2014-gen. 2015      | Crotone             | B                   | 4          | 0          | CI              | 0               | 0               | -                  | -                  | -                  | -           | -           | -           | 4      | 0      |
| gen.-giu. 2015      | Pro Vercelli        | B                   | 14         | 3          | CI              | 0               | 0               | -                  | -                  | -                  | -           | -           | -           | 14     | 3      |
| 2015-2016           | Pro Vercelli        | B                   | 21         | 0          | CI              | 0               | 0               | -                  | -                  | -                  | -           | -           | -           | 21     | 0      |
| 2016-gen. 2017      | Pro Vercelli        | B                   | 6          | 1          | CI              | 0               | 0               | -                  | -                  | -                  | -           | -           | -           | 6      | 1      |
| Totale Pro Vercelli | Totale Pro Vercelli | Totale Pro Vercelli | 41         | 4          |                 | 0               | 0               |                    | -                  | -                  |             | -           | -           | 41     | 4      |
| gen.-giu. 2017      | Salernitana         | B                   | 14         | 2          | CI              | 0               | 0               | -                  | -                  | -                  | -           | -           | -           | 14     | 2      |
| 2017-2018           | Salernitana         | B                   | 33         | 10         | CI              | 1               | 1               | -                  | -                  | -                  | -           | -           | -           | 34     | 11     |
| Totale Salernitana  | Totale Salernitana  | Totale Salernitana  | 47         | 12         |                 | 1               | 1               |                    | -                  | -                  |             | -           | -           | 48     | 13     |
| 2018-2019           | Parma               | A                   | 16         | 1          | CI              | 0               | 0               | -                  | -                  | -                  | -           | -           | -           | 16     | 1      |
| 2019-2020           | Parma               | A                   | 20         | 1          | CI              | 1               | 0               | -                  | -                  | -                  | -           | -           | -           | 21     | 1      |
| 2020-2021           | Parma               | A                   | 1          | 0          | CI              | 2               | 0               | -                  | -                  | -                  | -           | -           | -           | 3      | 0      |
| 2021-2022           | Parma               | B                   | 0          | 0          | CI              | 0               | 0               | -                  | -                  | -                  | -           | -           | -           | 0      | 0      |
| Totale Parma        | Totale Parma        | Totale Parma        | 37         | 2          |                 | 3               | 0               |                    | -                  | -                  |             | -           | -           | 40     | 2      |
| lug.-nov. 2022      | Südtirol            | B                   | 0          | 0          | CI              | 0               | 0               | -                  | -                  | -                  | -           | -           | -           | 0      | 0      |
| Totale carriera     | Totale carriera     | Totale carriera     | 182        | 24         |                 | 12              | 3               |                    | -                  | -                  |             | 2           | 0           | 196    | 27     |

## Palmarès
- Lega Pro Prima Divisione: 1

Perugia: 2013-2014
- Supercoppa di Lega di Prima Divisione: 1

Perugia: 2014